# Parachaetodon ocellatus
O Peixe-borboleta ocelado ou Peixe-borboleta de seis espinhos (Parachaetodon ocellatus) é uma espécie de peixe-borboleta do gênero Parachaetodon, da família Chaetodontidae, do Indo-Pacífico. 

## Biologia
Ocorrem aos pares em fundos de planícies arenosas ou solitários em recifes costeiros. Os adultos escolhem formar cardumes próximos a substratos abertos ou em meia-água de recifes profundos. Os Jovens às vezes são encontrados em lagunas de coral, entre ervas-marinhas da família Caulerpaceae.  

## Distribuição geográfica
Indo-Pacífico: Ilhas Ogasawara para a Austrália, também na Malásia e Celebes na Indonésia.

## No aquarismo
É muito raro no aquarismo brasileiro, é incomum na América do Norte e na Ásia. É considerado reef safe, ou seja, uma espécie segura para ser adicionada a aquários.